# Leptoctenopsis uxorcula
Leptoctenopsis uxorcula là một loài bướm đêm trong họ Geometridae.